# 鄂西沙参
鄂西沙参（学名：Adenophora hubeiensis）是桔梗科沙参属的植物，为中国的特有植物。分布于中国大陆的湖北等地，生长于海拔1,900米至2,600米的地区，见于灌丛中、山坡草地或林中石上，目前尚未由人工引种栽培。